# Théophile Abega
Théophile Abega Mbida (Nkomo, 1954. július 9. – Yaoundé, 2012. november 15.) kameruni válogatott labdarúgó.

## Pályafutása

### Klubcsapatban
1974 és 1984 között a Canon Yaoundé játékosa volt. 1984 és 1985 között Franciaországban játszott a Toulouse csapatában. 1985 és 1987 között a svájci Vevey Sportsban szerepelt.

### A válogatottban
1976 és 1987 között 18 alkalommal szerepelt a kameruni válogatottban és 4 gólt szerzett. Részt vett az 1982-es világbajnokságon  és tagja volt az 1984-ben Afrikai nemzetek kupáját nyerő válogatott keretének is.
.

## Sikerei, díjai
Canon Yaoundé
- Kameruni bajnok (4): 1977, 1979, 1980, 1982
- Kupagyőztesek Afrika-kupája (1): 1979
- CAF-bajnokok ligája (2): 1978, 1980

Kamerun
- Afrikai nemzetek kupája (1): 1984